# Alison Wheeler
Alison Wheeler (Enghien-les-Bains, 22 de julio de 1986) es una humorista y actriz francesa de origen irlandés.
Revelado por el colectivo Studio Bagel, en Internet y luego en Canal+, ella intenta una carrera en el cine mientras hace canciones paródicas en France Inter.

## Filmografía

### Videos web
- 2012: La Nuit où por MadmoiZelle.com
- 2013: Batterie faible por Studio Bagel
- 2014: Les Techniques de drague por Norman
- 2014: Tutos épilation por Canal+
- 2014: Le Sexe Fort por Studio Bagel
- 2014: Le Gang des Clowns por Studio Bagel
- 2014: Entrée plat dessert por Studio Bagel
- 2014: Le Dernier Verre por Studio Bagel
- 2014: Bagel Phone #1 por Studio Bagel
- 2014: Carte de presque por Studio Bagel
- 2014: Friend zone por Studio Bagel
- 2014: Le Bagel à Los Angeles por Studio Bagel
- 2014: Foutre le camp por Studio Bagel
- 2014: Déjà vu por Studio Bagel
- 2014: Les Réunions por Cyprien
- 2014: Le Premier Rencard por Norman
- 2015: Cranium por CyprienGaming
- 2016: Hypersatisfaction por Studio Bagel
- 2016: Ou alors por Studio Bagel
- 2016: Rocking chair por Studio Bagel
- 2016: L'Invention des animaux por Cyprien
- 2016: La Chanteuse de la salle de bain
- 2016: Clash d'astéroïde por Théodore Bonnet (Studio Bagel)
- 2017: Le Meilleur Jeu en voiture 4 por McFly y Carlito

### Ficciónes audio
- 2017: L'Épopée temporelle: Aliénor

### Televisión
- 2013: Le Dézapping du Before
- 2013: Clem (temporada 3, episodios 2 y 3): Laura
- 2014: JT de l'invité
- 2014: La météo du Grand Journal
- 2014: Carte de Presque
- 2015: Objectivement (Arte): la lampe
- 2015: Mon journal intime in L'émission d'Antoine on Canal+

### Cine
- 2011: Mon père est femme de ménage por Saphia Azzeddine: Alexandra
- 2012: Cloclo por Florent Emilio Siri: Sylvie Mathurin
- 2012: La Marque des champions (cortometraje) por Stéphane Kazandjian
- 2013: Fonzy por Isabelle Doval: Alix
- 2014: Les Trois Frères, le retour por Didier Bourdon y Bernard Campan: invitado
- 2014: À toute épreuve por Antoine Blossier: Britney
- 2014: Les Souvenirs por Jean-Paul Rouve: Stéphanie
- 2015: Le Talent de mes amis por Alex Lutz: Jurée Amazing Star
- 2016: La Cartouche (cortometraje) por Théodore Bonnet: Tiphaine
- 2016: Kung Fu Panda 3 por Jennifer Yuh Nelson: Mei Mei (voz)
- 2017: Going to Brazil por Patrick Mille: Agathe
- 2017: Loue-moi ! por Coline Assous y Virginie Schwartz: Bertille
- 2018: Gaston Lagaffe por Pierre-François Martin-Laval: Mademoiselle Jeanne

## Premios y nominaciones
| Ceremonia              | Año  | Trabajo designado                                          | Premio                   | Resultado       |
| ---------------------- | ---- | ---------------------------------------------------------- | ------------------------ | --------------- |
| Premio César           | 2012 | Alexandra, hermana de Polo en Mon père est femme de ménage | Mejor esperanza femenina | Preseleccionado |
| Mejor artista femenina | 2014 | Alison Wheeler                                             | Mejor artista femenina   | Ganó            |